# Dobešov (Odry)

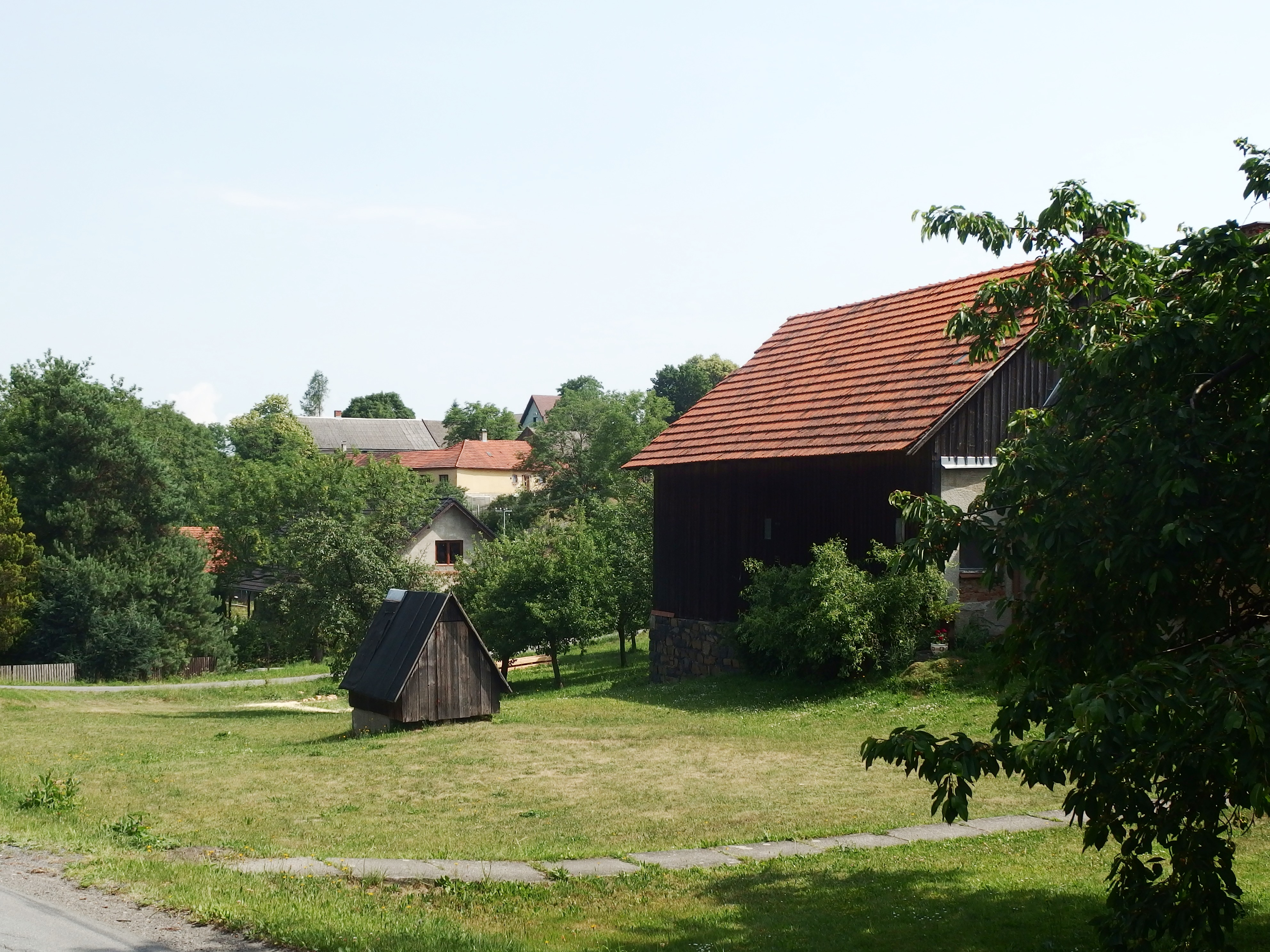
Dorfplatz

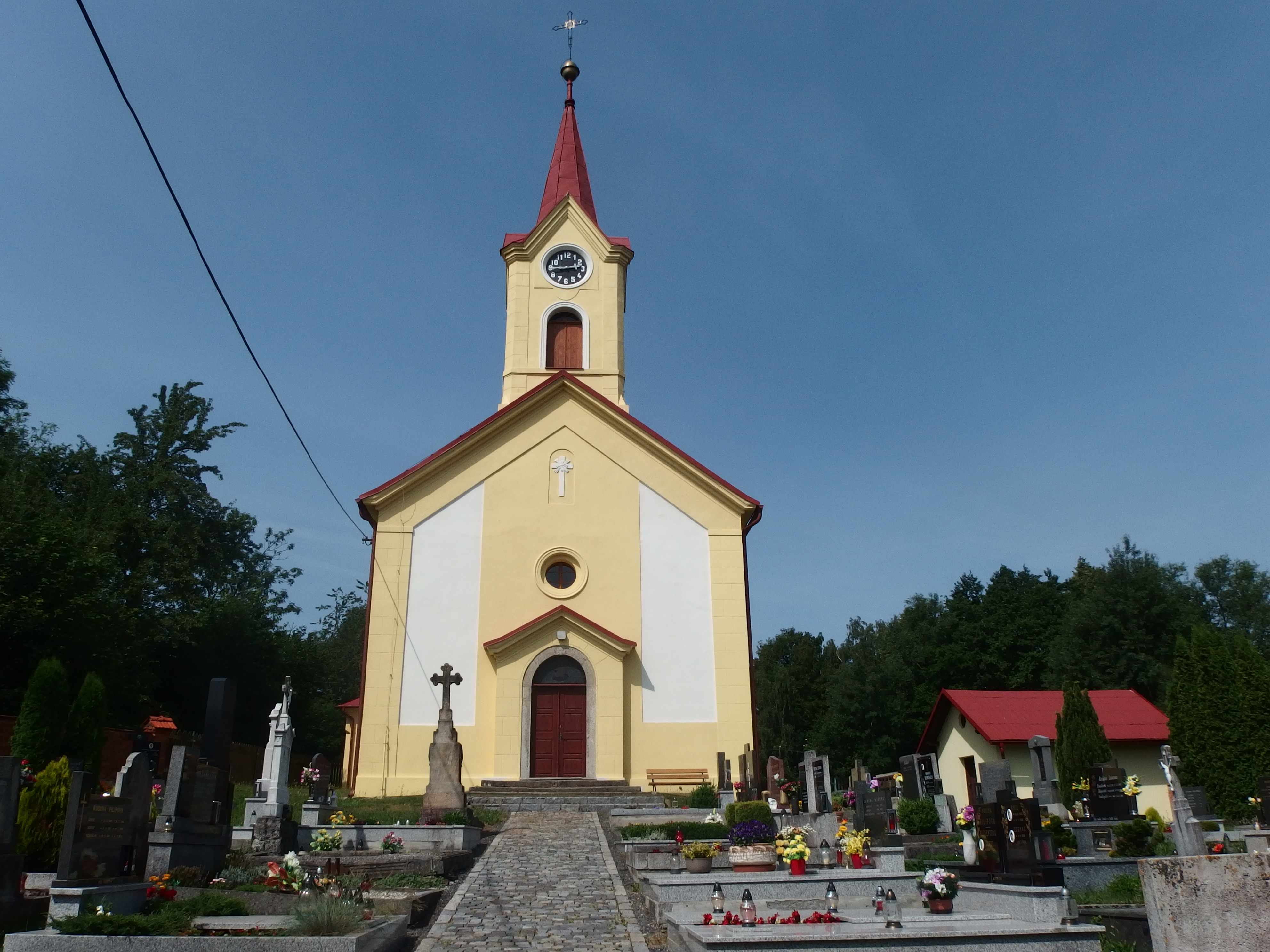
Kirche des hl. Nikolaus

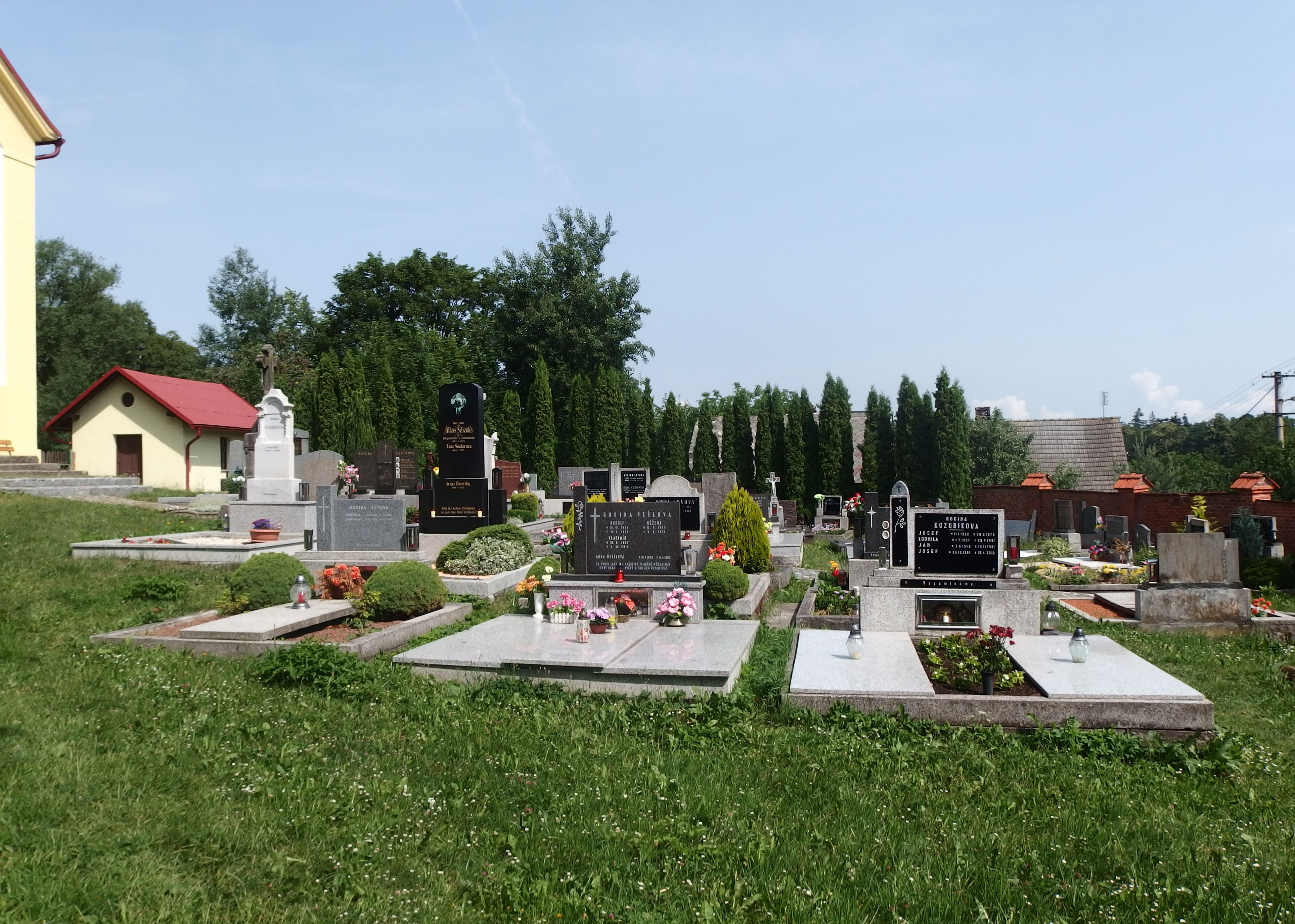
Friedhof

Dobešov (deutsch Dobischwald) ist ein Ortsteil der Stadt Odry in Tschechien. Er liegt vier Kilometer westlich von Odry und gehört zum Okres Nový Jičín. Dobešov ist die höchstgelegene Ansiedlung im Okres Nový Jičín.

## Geographie
Dobešov befindet sich auf einer Hochfläche in den Oderbergen (Oderské vrchy). Im Ort entspringen zwei Bäche: der Dobešovský potok fließt nach Norden zur Oder, ein namenloser Bach nach Süden zum Hradečný potok. Zwei Kilometer westlich liegt die Quelle der Luha. Nördlich erhebt sich der Horní Buková (Oberer Berg, 542 m n.m.), im Westen der Dobešovský vrch (587 m n.m.) und nordwestlich die Suchá (Dorraberg; 578 m n.m.). Das Dorf liegt im Naturpark Oderské vrchy.
Nachbarorte sind Klokočůvek, Heřmánky und Jakubčovice nad Odrou im Norden, Loučky im Nordosten, Odry und Dvořisko im Osten, Mankovice, Emauzy und Veselí im Südosten, Nejdek im Süden, Jindřichov im Südwesten, Na Čardě, Hilbrovice und Heltínov im Westen sowie Luboměř und Spálov im Nordwesten.

## Geschichte
Dobešov wurde wahrscheinlich zwischen 1260 und 1280 nach Magdeburger Recht angelegt. Das Dorf ist nach einem Lokator Dobeš (Tobias) benannt. Der Legende nach sollen drei Brüder Bartel, Heinrich und Dobeš die Gründer der Dörfer Partutovice, Jindřichov und Dobešov gewesen sein. Die erste urkundliche Erwähnung von Dobešov erfolgte 1362 als Teil der Herrschaft Odry. Das Dorf bestand anfänglich aus 21 freien Bauern, die nur dem Landesherrn abgaben- und fuhrdienstpflichtig waren, drei Freihöfen und einem Richter. Der Besitzer der Herrschaft Odry, Latzek Oderski von Liderau, ließ zwischen 1480 und 1490 eine hölzerne Filialkirche errichten. Im 16. Jahrhundert wurde das Dorf auch als Babíhrádky bezeichnet. Um 1550 wurde die Kirche evangelisch. Zum Ende des 16. Jahrhunderts entstanden Streitigkeiten zwischen den Dorfbewohnern und den Herren von Zwole auf Odry wegen der eingeführten neuen Robot. In den Jahren 1602 bis 1604 beteiligten sich die Bewohner am Odrauer Bauernaufstand gegen Jan Bohuš von Zwole. Um 1630 erfolgte die Rekatholisierung. Beim Aufstand der Leibeigenen der Herrschaft Odrau im Jahre 1707 gehörte Jiří Horák aus Dobešov zu den Anführern. Das erste Schulhaus wurde 1770 erbaut.
Im Jahre 1834 bestand das Dorf Dobischwald aus 59 ungeregelt stehenden, größtenteils hölzernen Häusern, in denen 367 deutschsprachige Personen lebten. Haupterwerbsquellen waren der wegen des steinigen Bodens wenig ertragreiche Ackerbau, die Viehzucht und der Holzhandel. Im Ort gab es eine Filialkirche und eine Schule. Pfarrort war Oderau. Bis zur Mitte des 19. Jahrhunderts blieb Dobischwald der Minderherrschaft Oderau untertänig.
Nach der Aufhebung der Patrimonialherrschaften bildete Dobischwald / Doběšov ab 1849 eine Gemeinde im Gerichtsbezirk Odrau. In den Jahren 1854–1855 erfolgte der Bau einer neuen steinernen Kirche. Zwischen 1857 und 1858 wurde in der Ortsmitte eine neue Schule errichtet. In Jahren 1865–1866 entstand an der Stelle der alten Schule das Pfarrhaus, der erste Pfarrer trat 1867 seinen Dienst an. Ab 1869 gehörte Dobischwald zum Bezirk Troppau. Zu dieser Zeit hatte das Dorf 407 Einwohner und bestand aus 64 Häusern. Im Jahre 1900 lebten in Dobischwald / Dobešov 414 Personen; 1910 waren es 450. Die Schule wurde 1913 vergrößert und erhielt zudem einen Sportplatz. Beim Zensus von 1921 lebten in den 68 Häusern der Gemeinde 421 Menschen, darunter 392 Deutsche und 25 Tschechen. Im Jahre 1930 bestand Dobischwald aus 69 Häusern und hatte 409 Einwohner; 1939 waren es 422.  Nach dem Münchner Abkommen wurde die Gemeinde 1938 dem Deutschen Reich zugesprochen und gehörte bis 1945 zum Landkreis Neu Titschein. Nach dem Ende des Zweiten Weltkrieges kam Dobešov zur Tschechoslowakei zurück, die meisten der deutschsprachigen Bewohner wurden vertrieben und das Dorf neu besiedelt. 1949 wurde Dobešov dem neu gebildeten Okres Vítkov zugeordnet, der bei der Gebietsreform von 1960 wieder aufgehoben wurde. Im Jahre 1950 hatte das Dorf nur noch 281 Einwohner. Ab 1961 gehörte Dobešov wieder zum Okres Nový Jičín. Mit Beginn des Jahres 1979 erfolgte die Eingemeindung nach Odry. Beim Zensus von 2001 lebten in den 68 Häusern von Dobešov 227 Personen. Im Jahre 2017 hatte der Ortsteil 229 Einwohner.

## Ortsgliederung
Der Ortsteil bildet einen Katastralbezirk.

## Sehenswürdigkeiten
- Kirche des hl. Nikolaus, erbaut 1854–1855 anstelle eines hölzernen Vorgängerbaus.
- Sandsteinernes Kreuz, am Pfarrhaus

## Söhne und Töchter des Ortes
- Ernst Lohwag (1847–1918), österreichischer Schriftsteller